# Láser de helio-neón

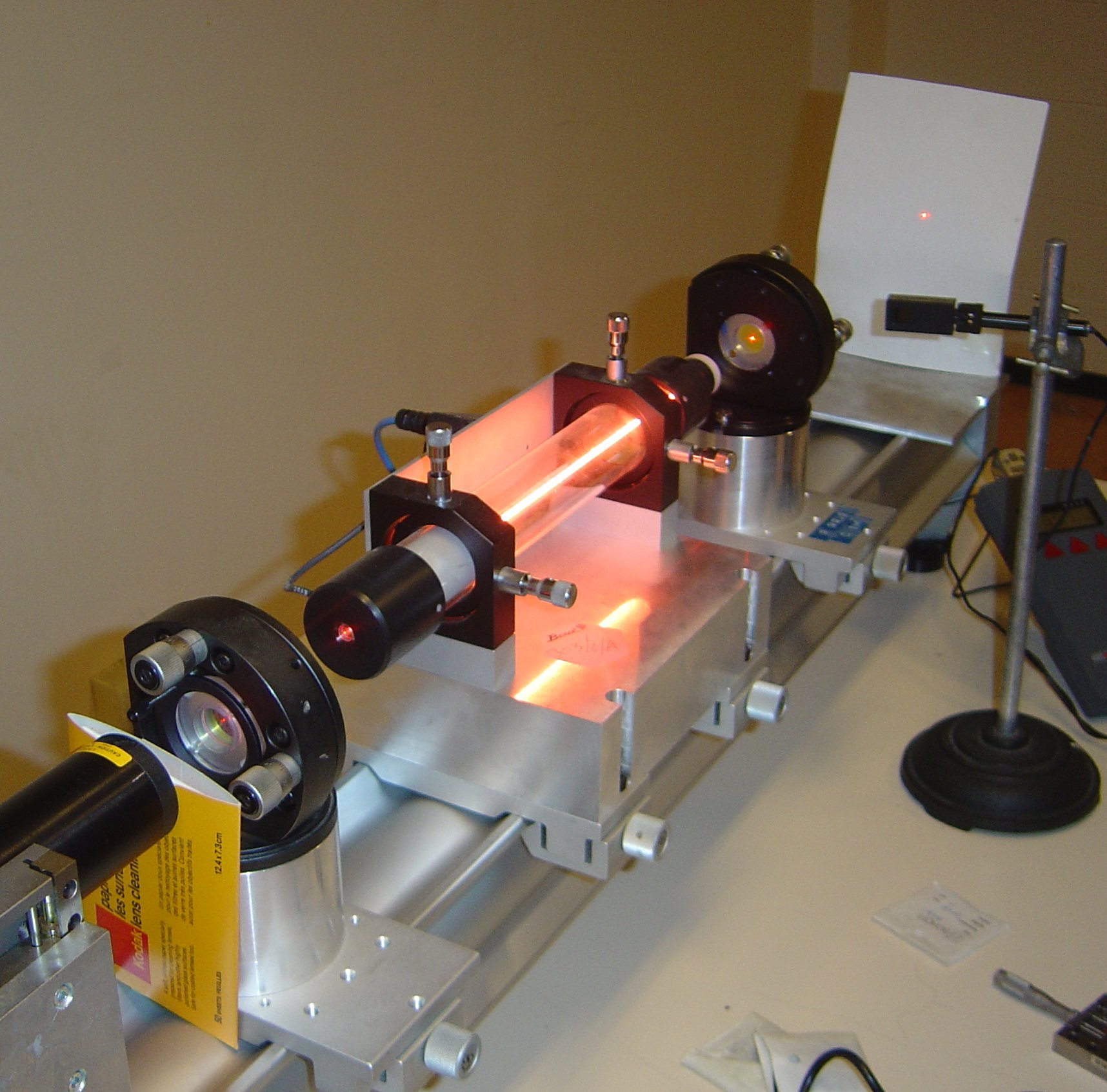
Un láser de He-Ne. El gas está contenido en el cilindro central, pero el resplandor está producido por la descarga eléctrica del bombeo, no es el haz láser, que es de color rojo y se puede ver sobre la pantalla blanca y sobre la lente.
Laboratorio Kastler-Brossel. Universidad de París VI.

Un láser de helio-neón, o láser HeNe, es un tipo de láser de gas que utiliza como medio activo una mezcla gaseosa de helio y neón. Los láseres de helio-neón emiten, habitualmente, a una longitud de onda de 633 nm y, por lo tanto, en luz visible de color rojo. Son un tipo de láser habitual en aplicaciones industriales y científicas y a menudo se utilizan en laboratorios docentes.

## Historia
El láser de helio-neón fue el primer láser de gas inventado. Se debe a Ali Javan, William Bennett Jr. y Donald Herriott que en 1960 lograron en los Laboratorios Bell una emisión continua con este láser en 1,15 μm.
Antes de que apareciesen los diodos láser, hoy tan numerosos y tan baratos, los láseres de helio-neón se utilizaban para leer el código de barras.

## Descripción general
El medio activo del láser es una mezcla de helio y de neón contenida en un tubo de vidrio cerrado, en una proporción de 5:1 aproximadamente y a una presión relativamente baja (habitualmente alrededor de 300 Pa). La energía para el bombeo se consigue con una descarga eléctrica de unos 1000 V a través de dos electrodos situados a cada extremo del tubo. La cavidad resonante suele estar formada por un espejo plano de alta reflectancia en un extremo y un espejo cóncavo con una transmisión de un 1% al otro extremo. Todo ello es de pequeñas dimensiones, con una cavidad que no rebasa los 50 cm y que normalmente es de unos 15-20 cm.
Los láseres de helio-neón tienen unas potencias de salida de entre 1 mW y 100 mW. La longitud de onda es de 632,816 nm en el aire, que corresponde a una longitud de onda de 632,991 nm en el vacío. En cada caso particular, la longitud de onda obtenida se encuentra en un intervalo de 0,002 nm alrededor de este valor, debido a las fluctuaciones térmicas que provocan pequeñas oscilaciones de las dimensiones de la cavidad. Aun así, las versiones del láser con estabilización de frecuencia pueden llegar a mantener la longitud de onda en un valor constante en 2 partes en 1012 durante años.

## Proceso de emisión
El proceso de emisión láser en un láser de helio-neón se inicia con las colisiones de los electrones procedentes de la descarga eléctrica con los átomos de helio del gas. Este hecho excita los átomos de helio que pasan del estado fundamental a los estados excitados metaestables 23S1 y 21S0. Por otro lado, las colisiones de los átomos de helio excitados con los átomos de neón en el estado fundamental excita estos últimos y los hace subir hasta el nivel 5s. Esto es debido a una coincidencia de los niveles energéticos de los átomos de helio y los de neón. El proceso se puede representar con la siguiente ecuación de reacción:
He* + Ne → He + Ne* + ΔE
donde * representa un estado excitado y ΔE la pequeña diferencia de energía entre los estados excitados de ambos átomos, que es de unos 0,05 eV.
El número de átomos de neón excitados aumenta a medida que se van produciendo más colisiones entre átomos de helio y átomos de neón, hasta obtener una inversión de población entre los niveles electrónicos del neón 5s, 3p y otros. La emisión estimulada y la emisión espontánea correspondiente a la desexcitación del estado 5s (2P1/2) al 3p (2P1/2) provoca la emisión de luz de longitud de onda 632,991 nm, el habitual de los láseres de helio-neón. Después de esta transición láser se produce una rápida caída del nivel 3p al estado fundamental 2p gracias a las colisiones de los átomos de neón con las paredes del recipiente. Debido a este proceso necesario, el tubo láser no puede ser muy grande y, por lo tanto, los láseres de helio-neón tienen una limitación en tamaño y en potencia.
Con una precisa selección de los espejos de la cavidad un láser de helio-neón puede emitir en otras longitudes de onda. Hay transiciones infrarrojas a 3,39 μm y a 1,15 μm, así como varias transiciones en el visible: una emisión en el verde (543,5 nm, denominada el «láser GreeNe», que juega con el término inglés green, "verde"), una emisión en el amarillo (594 nm) y una emisión en el naranja (612 nm). La longitud de onda habitual de 633 nm en realidad tiene una ganancia muy inferior a algunas de estas otras, como las infrarrojas, pero estas se pueden suprimir de forma efectiva utilizando determinados recubrimientos en los espejos.
El ancho de banda del láser está dominado por el ensanchamiento Doppler y es bastante estrechado para la transición de 633 nm (1,5 GHz). Este hecho, junto con la emisión en el visible y una calidad del haz excelente, hacen del láser de helio-neón una fuente de luz muy útil en holografía y en espectroscopia. Antes de la invención de los diodos láser eran los láseres utilizados en lectores de códigos de barras. 